# Gerhard Uhlhorn

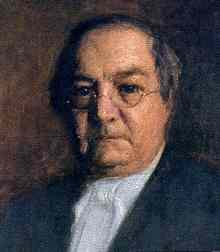
Gerhard Uhlhorn, Ölgemälde, um 1890

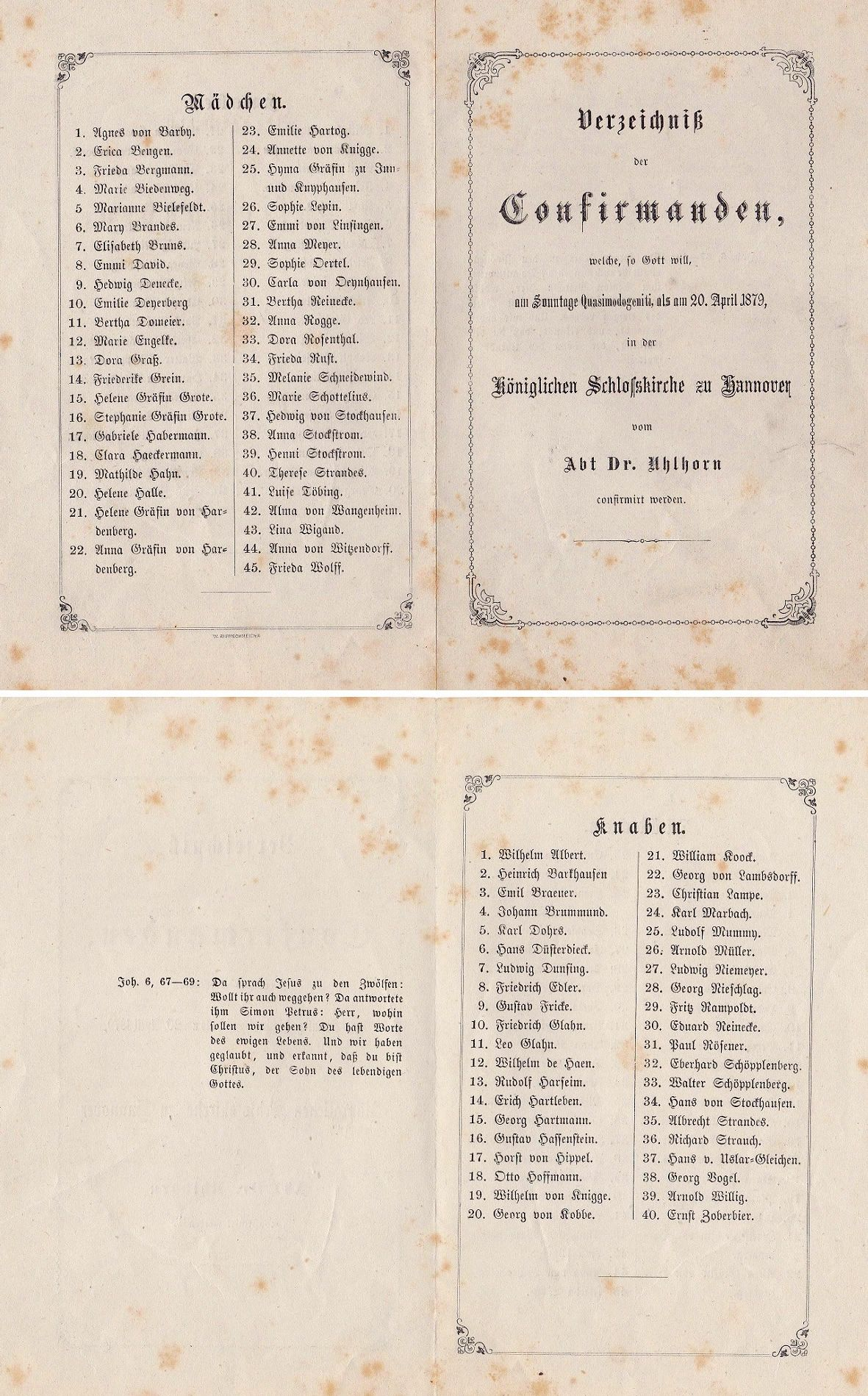
Liste der Konfirmanden, welche Uhlhorn am 20. April 1879 konfirmierte.

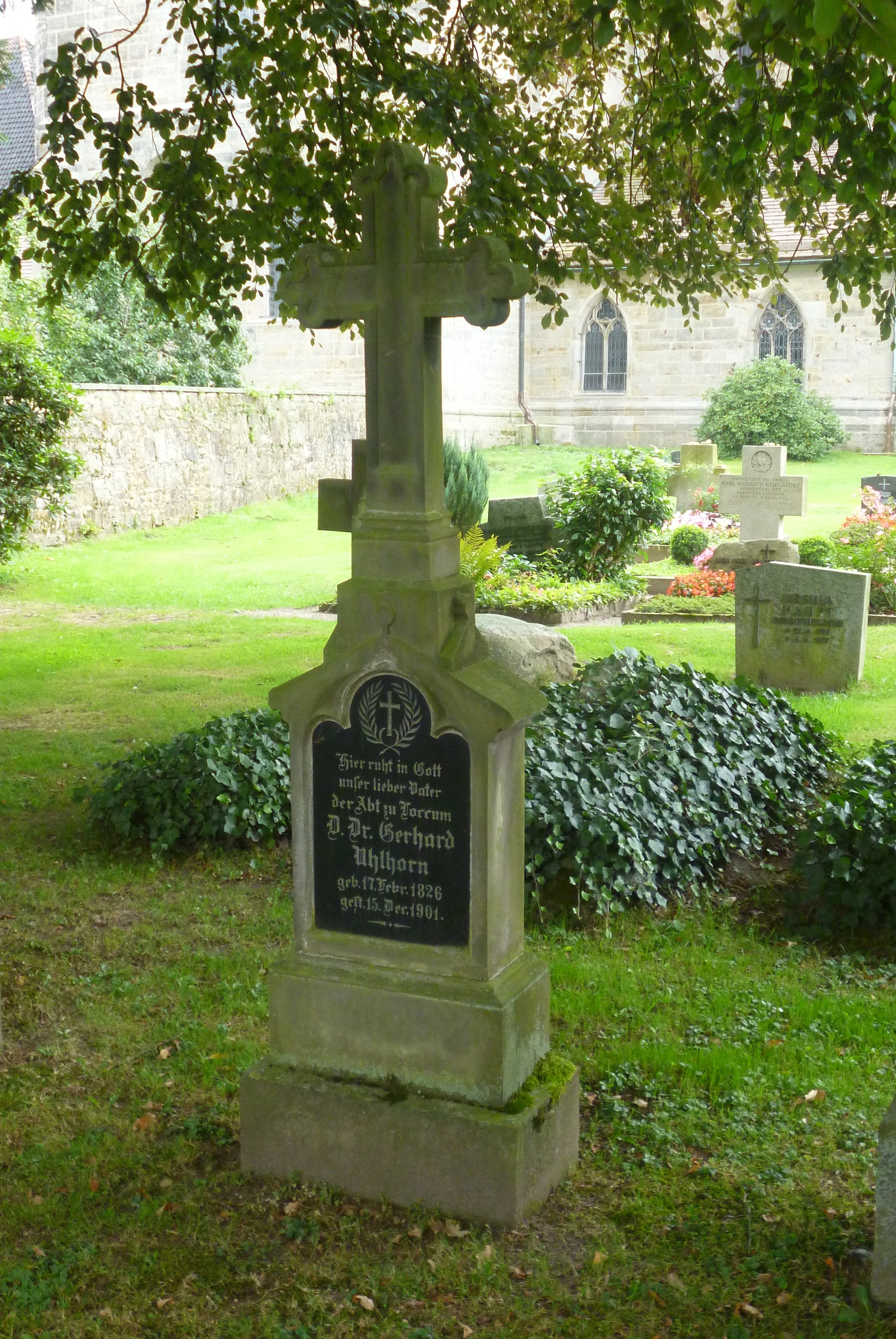
Grabmal auf dem Klosterfriedhof in Loccum

Johann Gerhard Wilhelm Uhlhorn (* 17. Februar 1826 in Osnabrück; † 15. Dezember 1901 in Hannover) war ein evangelisch-lutherischer Theologe, Abt von Loccum und Oberkonsistorialrat.

## Leben
Während seines Studiums der Evangelischen Theologie in Göttingen schloss sich Uhlhorn Friedrich Lücke an und war ab 1851 Redakteur bei dessen Zeitschrift. 1852 habilitierte sich Uhlhorn im Fach Kirchengeschichte und wurde 1855 Hilfsprediger an Hof und Schloss in Hannover. König Georg V. zeigte großes Interesse an Uhlhorn und förderte seine Karriere maßgeblich. Dieser wurde 1857 2. Hof- und Schlossprediger und stimmführender Assessor im Konsistorium. 1860 wurde Uhlhorn erster Vorsteher des Henriettenstiftes. Im selben Jahr ernannte ihn der König zum Konsistorialrat und 1861 zum 1. Hof- und Schlossprediger. Er bereitete den Kronprinzen Ernst August 1861/62 auf die Konfirmation vor und befürwortete die Einführung des antiaufklärerischen Katechismus durch königliche Verordnung, die den hannoverschen Katechismusstreit auslöste. 1866 wurde Uhlhorn, seit 1864 Oberkonsistorialrat, in das neugebildete Landeskonsistorium berufen. Von 1878 bis zu seinem Tod war Uhlhorn Abt des Klosters Loccum, dessen Predigerseminar er durch seine Arbeit maßgeblich prägte.
Uhlhorn war von 1884 bis 1901 Vorsitzender des Historischen Vereins für Niedersachsen und 1895 Mitgründer der Gesellschaft für niedersächsische Kirchengeschichte, der er ebenfalls bis 1901 vorstand.
Sein Sohn ist der Theologe Friedrich Uhlhorn.
Seine Grabstätte befindet sich auf dem Stiftsfriedhof in Loccum.

## Auszeichnungen
- 1859 4. Klasse des Guelphen-Ordens
- 1862 Ritterkreuz des Guelphen-Ordens
- 1932 postum: Benennung des Göttinger Studienkonvikts nach Uhlhorn
- 1957 bis 2012 postum: Benennung der Gerhard-Uhlhorn-Kirche in Hannover-Linden-Nord
- Posthum wurde eine Uhlhorn-Plakette für herausragende Dienste in der Diakonie gestiftet.
- eine von Drei Gründerbüsten des Bildhauers Karlheinz Oswald in der Eingangshalle des Krankenhauses der Henriettenstiftung
- Gedenktag im Evangelischen Namenkalender der Evangelischen Kirche in Deutschland am 15. Dezember

## Schriften (Auswahl)
- Die Homilien und Rekognitionen des Clemens Romanus, Göttingen 1854.
- Urbanus Rhegius, Elberfeld 1861.
- Der Kampf des Christentums mit dem Heidentum, 5. Aufl., Stuttgart 1889.
- Vermischte Vorträge über kirchliches Leben der Vergangenheit, 1875.
- Die christliche Liebesthätigkeit in der alten Kirche, 1882–84, 2 Bde.
- Predigten auf alle Sonn- und Festtage des Kirchenjahrs. In der Königlichen Schloßkirche zu Hannover gehalten. Erster Theil: Von Advent bis Pfingsten. Zweiter Theil: Die Trinitatiszeit, Hannover: Carl Meyer, 1870; 1871.
- Tägliche Andachten nach dem Hannoverschen Lektionar und dem kleinen Katechismus Luthers, Hannover: H. Feesche, 1895.